# Callidium hengduanum
Callidium hengduanum är en skalbaggsart som beskrevs av Holzschuh 1999. Callidium hengduanum ingår i släktet Callidium och familjen långhorningar. Inga underarter finns listade.